# Tête de Fellering
La tête de Fellering ou Grand Drumont est un sommet du massif des Vosges culminant à 1 223 mètres d'altitude, à la limite entre les départements du Haut-Rhin et des Vosges, en France.

## Géographie

### Situation
La tête de Fellering est située sur la limite entre le département des Vosges à l'ouest et le Haut-Rhin à l'est. La tête de Fellering sépare d'un côté la commune alsacienne de Fellering située dans la vallée de la Thur et la commune vosgienne de Bussang située dans la vallée de la Moselle.
La tête de Fellering est l'un des plus hauts des Vosges du Sud, après la Haute Bers (1 252 mètres), le ballon d'Alsace (1 247 mètres) et la tête des Neufs-Bois (1 228 mètres), devant la tête des Perches (1 222 mètres) et le ballon de Servance (1 216 mètres).
La tête de Fellering fait partie de la ligne de crête principale des Vosges qui sépare du nord au sud la Lorraine et l'Alsace. La crête relie la tête de Fellering au Drumont situé à environ 1,3 km au sud par le sommet secondaire du Hasenkopf (1 188 mètres). Immédiatement au nord se trouve le passage de la faigne des Mignons (954 mètres) menant au col d'Oderen (884 mètres).
Une étroite chaume sommitale se trouve sur la crête entre la tête de Fellering et le Hasenkopf. Une petite chaume se trouve au nord du sommet. Les pentes relativement modérées côté lorrain contrastent avec le versant alsacien offrant des pentes plus raides voire accidentées et sauvages révélatrices d'une importante empreinte glaciaire.
Le ruisseau de la Hutte, branche mère de la Moselle, prend sa source sur les pentes de la tête de Fellering et rejoint la Moselle à Champé. Du côté alsacien, le torrent du Rammersbach descend des pentes du Drumont et de la tête de Fellering pour rejoindre la Thur à Fellering.

### Faune et flore
La tête de Fellering est un espace naturel sensible où se mêlent forêts et chaumes abritant de nombreuses espèces végétales et animales remarquables.
Le massif se situe en bordure de la vaste forêt domaniale de Bussang - Saint-Maurice sur le versant lorrain. 

## Histoire
Les pentes les plus faibles du massif du Drumont ont été défrichées, à l'instar des autres sommets vosgiens, depuis plusieurs siècles pour les besoins de l'agriculture à travers l'activité pastorale.
L'ancienne chaume de la ferme alsacienne du Steinbergel située à 1 000 mètres sous le sommet au nord-est qui existait encore dans les années 1950 a été reconquise par la forêt.

## Activités
La tête de Fellering est aisément accessible depuis le sommet du Drumont où se trouve une ferme-auberge reliée par la route au col de Bussang. Le massif est parcouru par différents sentiers de randonnée dont le GR 531 qui empruntent la crête entre le Drumont et le col d'Oderen en passant par la tête de Fellering et la faigne des Minons.
La tête de Fellering est moins dégagée que le Drumont offrant une vue spectaculaire, mais la chaume permet une bonne observation du versant alsacien.
Au pied de la montagne, au fond de la vallée du ruisseau de la Hutte se trouve le chalet du Pont Martin. Le ruisseau de la Hutte est à cet endroit un torrent évoluant dans un cadre sauvage, la vallée supérieure étant un ancien cirque glaciaire.